# Gora Zametnaja (Coatsland)
Gora Zametnaja (Transliteration von russisch Гора Заметная Gora Sametnaja, deutsch ‚Auffälliger Berg‘) ist ein Nunatak im ostantarktischen Coatsland. Er ragt unmittelbar nordöstlich des Gebirgskamms Grjada Razdeljajushchaja auf.
Russische Wissenschaftler benannten ihn.